# سوميترا داتا
سوميترا داتا (بالإنجليزية: Soumitra Dutta)‏ أكاديمي ومؤلف ورجل أعمال هندي. وهو عميد كلية سعيد لإدارة الأعمال في جامعة أكسفورد ، وقد تولى منصبهُ إعتبارًا من 1 حُزيران في عام 2022.  وكان سابقًا أستاذًا للإدارة، وكذلك العميد المؤسس السابق لكلية صموئيل كيرتس جونسون للدراسات العليا في الإدارة في جامعة كورنيل في نيويورك. وأصبحَ عميدًا لنفس الكلية من 2012 حتى 2018. من الجدير بالذكر بأنهُ قبل تعيينه في جامعة كورنيل، كان أستاذ زائر للأعمال والتكنولوجيا في معهد إنسياد حيثُ كانَ يتعلم هناك في وقتها رائد الأعمال رولاند بيرغر. 

## وصلات خارجية
- سوميترا داتا على موقع https://www.idref.fr (بالفرنسية)
- صور على ويكيميديا كومنز